# Престон (Невада)
Престон (англ. Preston) — переписна місцевість (CDP) в США, в окрузі Вайт-Пайн штату Невада. Населення — 76 осіб (2020).

## Географія
Престон розташований за координатами 38°54′57″ пн. ш. 115°3′52″ зх. д. / 38.91583° пн. ш. 115.06444° зх. д. (38.915703, -115.064318).  За даними Бюро перепису населення США в 2010 році переписна місцевість мала площу 3,07 км², уся площа — суходіл.

## Демографія
Згідно з переписом 2010 року, у переписній місцевості мешкало 78 осіб у 30 домогосподарствах у складі 20 родин. Густота населення становила 25 осіб/км².  Було 39 помешкань (13/км²).
Расовий склад населення:
| - 91,0 % — білих - 3,8 % — азіатів - 1,3 % — вихідців з тихоокеанських островів - 2,6 % — осіб інших рас |

До двох чи більше рас належало 1,3 %. Частка іспаномовних становила 9,0 % від усіх жителів.
За віковим діапазоном населення розподілялося таким чином: 29,5 % — особи молодші 18 років, 42,3 % — особи у віці 18—64 років, 28,2 % — особи у віці 65 років та старші. Медіана віку мешканця становила 45,5 року. На 100 осіб жіночої статі у переписній місцевості припадало 100,0 чоловіків;  на 100 жінок у віці від 18 років та старших — 96,4 чоловіків також старших 18 років.
Цивільне працевлаштоване населення становило 20 осіб. Основні галузі зайнятості: освіта, охорона здоров'я та соціальна допомога — 100,0 %.